# Ludwik Lepiarz

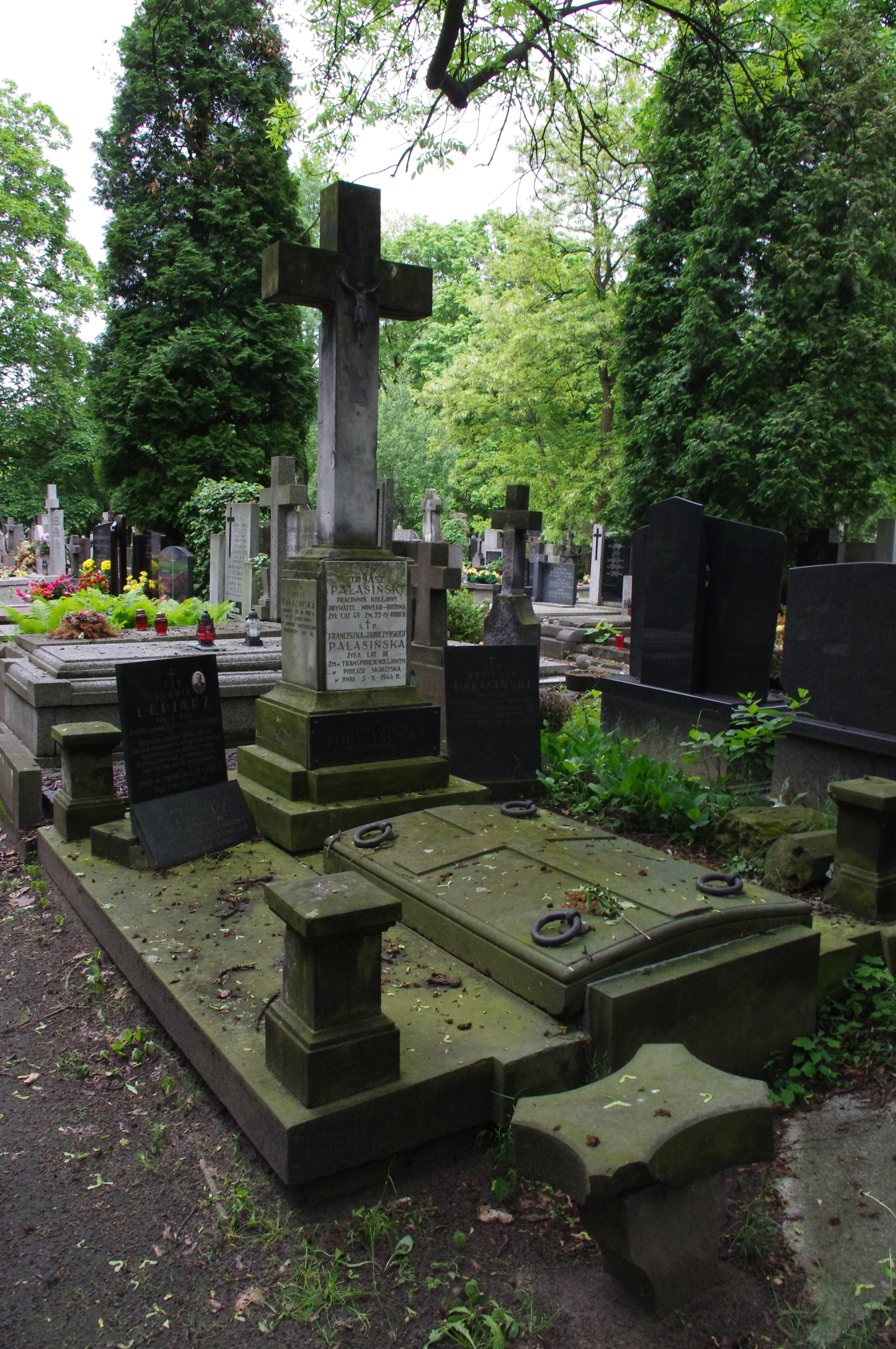
Grobowiec rodzinny ppłk. Ludwika Lepiarza

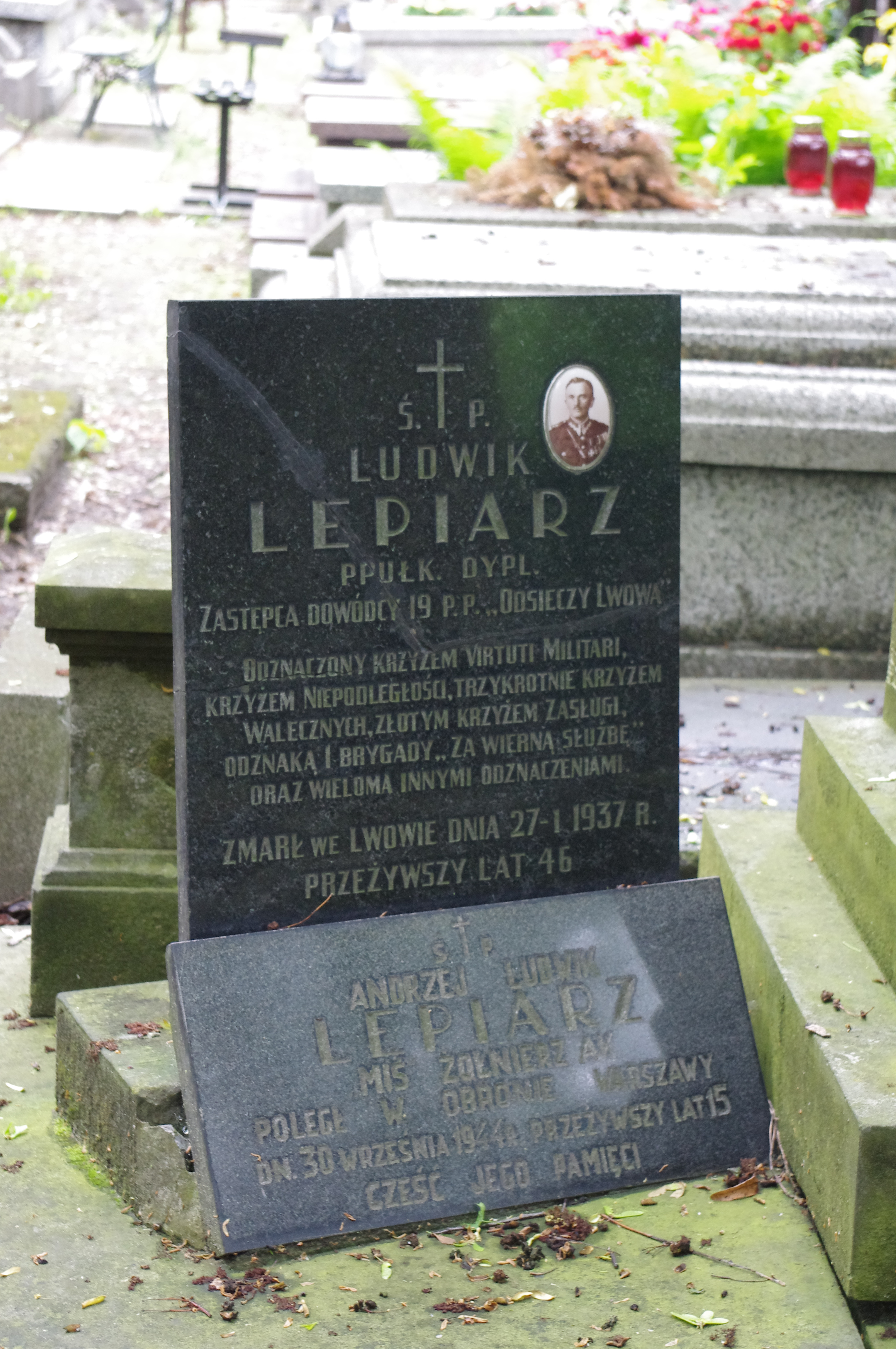
Tabliczka nagrobna Ludwika Lepiarza

Ludwik Lepiarz (ur. 6 sierpnia 1891 w Sierczy, zm. 27 stycznia 1937 we Lwowie) – podpułkownik dyplomowany piechoty Wojska Polskiego.

## Życiorys
Urodził się 6 sierpnia 1891 w Sierczy, w rodzinie Franciszka (ur. 1864) i Anny z d. Śliwa (ur. 1874). Po zdaniu matury przez dwa lata kształcił się na Politechnice Lwowskiej. Działał w Związku Strzeleckim. Po wybuchu I wojny światowej służył w V batalionie 5 pułku piechoty w składzie I Brygady. Po kryzysie przysięgowym został wcielony do armii austriackiej i skierowany na front włoski. U kresu wojny został podporucznikiem 5 pułku piechoty Legionów Wojska Polskiego i w jego szeregach brał udział w odsieczy Przemyśla podczas wojny polsko-ukraińskiej. Został ranny. Później brał udział w wyprawie kijowskiej. Podczas wojny polsko-bolszewickiej w czerwcu 1920 przydzielony do 155 pułku piechoty, z którym brał udział w walkach na Litwie.
10 lipca 1922 roku został zatwierdzony na stanowisku dowódcy batalionu w 75 pułku piechoty. W latach 1922–1924 słuchacz III Kursu Normalnego w Wyższej Szkole Wojennej. Z dniem 1 października 1924, po ukończeniu kursu i uzyskaniu dyplomu naukowego oficera Sztabu Generalnego, został przydzielony do Oddziału IV Sztabu Generalnego. 22 maja 1926 został przeniesiony z Oficerskiej Szkoły Lotniczej w Grudziądzu do Departamentu I Piechoty Ministerstwa Spraw Wojskowych w Warszawie. Na podpułkownika awansował ze starszeństwem z dniem 1 stycznia 1931. Z dniem 1 marca 1931 został wyznaczony na stanowisko zastępcy dowódcy 30 pułku Strzelców Kaniowskich w Warszawie. 9 grudnia 1932 został przeniesiony do Dowództwa Okręgu Korpusu Nr VI we Lwowie na stanowisko szefa sztabu. W 1934 został wyznaczony na stanowisko zastępcy dowódcy 19 pułku piechoty „Odsieczy Lwowa” we Lwowie. W latach 1933–1935 obowiązki służbowe łączył z funkcją prezesa Klubu Sportowego LKS Pogoń Lwów oraz prezesa Koła 5 pułku piechoty Legionów we Lwowie.

## Współpraca z wywiadem sowieckim[9]
Pułkownik Lepiarz nie stronił od alkoholu i hazardu, popadając też z tego powodu okresowo w długi, czym zwrócił na siebie uwagę werbownika radzieckiego wywiadu Seweryna Kruszyńskiego. Jako agent „Rozwiedupra” przekazał Sowietom wiele cennych informacji w tym między innymi adresy wszystkich jednostek WP, tajne dokumenty Departamentu Organizacji MSWojsk, gdzie pracował, tajne dokumenty DOK VI. O jego randze świadczy fakt że był niezwykle wysoko opłacany (w szczytowym okresie współpracy otrzymywał miesięcznie ok. 3000 dolarów. Później dostawał nieregularnie od 50 do 200 dolarów). Jego współpraca miała miejsce w latach 1928–1936 do momentu aresztowania Seweryna Kruszyńskiego przez polski kontrwywiad. Pułkownik Lepiarz został aresztowany w wyniku zeznań Kruszyńskiego. Dokonał aktu samobójczego w celi. Zmarł po dłuższej chorobie 27 stycznia 1937 we Lwowie w szpitalu wojskowym. 30 stycznia 1937 został pochowany w grobowcu rodzinnym na warszawskim cmentarzu Bródnowskim (kwatera 34A-4-1/2).
W 1927 poślubił Helenę Pałasińską, z którą miał dwoje dzieci, w tym syna Andrzeja (żołnierz Zgrupowania Żubr, ps. „Miś”, poniósł śmierć w powstaniu warszawskim 30 września 1944 w wieku ok. 15 lat).

## Ordery i odznaczenia
- Krzyż Srebrny Orderu Wojskowego Virtuti Militari (1921)[17]
- Krzyż Niepodległości (13 kwietnia 1931)[18][19]
- Krzyż Walecznych (czterokrotnie)
- Złoty Krzyż Zasługi (10 listopada 1928)[20]
- Medal Pamiątkowy za Wojnę 1918–1921
- Medal Dziesięciolecia Odzyskanej Niepodległości
- Odznaka „Za wierną służbę”
- Medal 10 Rocznicy Wojny Niepodległościowej (Łotwa)[21]